# Isòtops del liti
El liti (Li) (massa atòmica estàndard: 6.941(2) u) presenta dos isòtops estables ⁶Li i 7Li, sent aquest últim el més abundant (92,5% d'abundància natural). S'han caracteritzar 7 radioisòtops, el més estable dels quals és 8Li amb un període de semidesintegració de 838 ms i el ⁹Li amb un període de semidesintegració de 178,3 ms. Tota la resta d'isòtops radioactius tenen un període de semidesintegració menar que 8,6 ms. L'isòtop de liti amb la vida més curta és 4Li que es desintegra per emissió de protons i té un període de semidesintegració de 7.580429×10-23 s.
El 7Li és un dels elements primordials o, més concretament, isòtops primordials produïts durant la nucleosíntesi del big-bang (una petita quantitat de ⁶Li també es produeix en les estrelles). Els isòtops de liti es fraccionen supstancialement durant un àmplia varietat de processos naturals, incloent formació mineral (precipitació química), metabolisme, i intercanvi d'ions. L'ió de liti substitueix el magnesi i el ferro en llocs octaèdrics en l'argila mineral, on es prefereix el ⁶Li al 7Li, resultant en un enriquiment de la llum de l'isòtop en processos d'hiperfiltració i d'alteració de les roques.

## Isòtops

### Separació COLEX (intercanvi de columna)
El Liti-6 té una afinitat més gran pel mercuri que el liti-7. Quan l'amalgama liti-mercuri està en contacte amb una solució d'hidròxid de liti, el liti-6 es concentra principalment en l'amalgama, i el liti-7 en l'hidròxid.
Aquesta és la base del mètode de separació COLEX (intercanvi de columna), en el qual un flux contrari d'amalgama i hidròxid passa a través d'una cascada d'etapes. La fracció de liti-6 es drena preferencialment pel mercuri, la fracció de liti-7 flueix preferentment amb l'hidròxid.
Al final de la columna, el liti (enriquit en liti-6) se separa de l'amalgama, el mercuri es recupera i es torna a usar amb noves matèries primeres. A dalt, la solució d'hidròxid de liti s'electrolitza per alliberar la fracció de liti-7 enriquit. L'enriquiment obtingut amb aquest mètode varia amb la longitud de la columna i la velocitat del flux.
Aquest mètode condueix a la pèrdua de contaminació per mercuri en residus, abocaments i a través de l'evaporació.

### Destil·lació en buit
El liti s'escalfa fins a una temperatura d'un 550 °C en el buit. Els àtoms de liti s'evaporen de la superfície del líquid, i es recullen en una superfície freda situad a uns pocs centímetres per sobre de la superfície del líquid. Els àtoms de liti-6 tenen un recorregut principal lliure més gran, i es recullen primer.
L'eficiència teòrica de la separació és sobre el 8%. El procés multi etapa es pot usar per a obtenir graus més alts de separació.

### Liti-4
El Liti-4 conté 3 protons i un neutró. És l'isòtop de liti amb la vida més curta. Es desintegra per emissió de protons i té un període de semidesintegració de 9,1×10-23 s. Es pot formar coma intermedi en algunes reaccions de fusió nuclear.

### Liti-6
El Liti-6 és apreciat com a font material per a la producció de triti i com a absorbidor de neutrons en la fusió nuclear. El liti natural conté un 7,5% de liti-6. Quantitats més grans de liti-6 s'han fraccionat isotòpicament per al seu ús en armes nuclears.

### Liti-7
Part del material sobrer de la producció de liti-6, que és reduït a liti-6 i enriquit a liti-7, es troba disponible comercialment, i part ha estat abocat al medi ambient. L'abundància relativa de liti-7 és un 35,4% més gran que el valor natural que s'ha mesurat en l'aigua del sòl provinent d'un aqüífer carbònic de West Valley Creek, Pennsylvania (USA), sota gradient d'una planta processadora de liti. En material reduït, l'abundància relativa de liti-6 es pot reduir fins al 80% del seu valor normal, donant a la massa atòmica un rang des de 6,94 u fins a 6,99 u. Com a resultat, la composició isotòpica del liti és altament variable depenent de la seva font. Un massa atòmica relativa precisa no es pot donar representativament per a totes les mostres.
El liti-7 és molt útil com a constituent del solvent del flourur de liti en reactors nuclears de flourur líquid. De fet, la gran secció eficaç d'absorció de neutrons del liti-6 i la petita secció eficaç d'absorció de liti-7 fa una separació isotòpica estricta del liti, una condició necessària per a l'ús en reactors de flourur.

## Taula
| símbol del núclid | Z(p)                | N(n)                | massa isotòpica (u) | període de semidesintegració | Espín nuclear | composició isotòpica representativa (fracció molar) | rang de variació natural (fracció molar) |
| símbol del núclid | energia d'excitació | energia d'excitació | energia d'excitació |                              |               |                                                     |                                          |
| ----------------- | ------------------- | ------------------- | ------------------- | ---------------------------- | ------------- | --------------------------------------------------- | ---------------------------------------- |
| 4Li               | 3                   | 1                   | 4.027 19(23)        | (9) x 10-24 [6.03 MeV]       | 2-            |                                                     |                                          |
| ⁵Li               | 3                   | 2                   | (5)                 | 370(30)x 10-24 [1.5 MeV]     | 3/2-          |                                                     |                                          |
| ⁶Li               | 3                   | 3                   | 6.015 122 795(16)   | ESTABLE                      | 1+            | [0.0759(4)]                                         | 0.07225                                  |
| 7Li               | 3                   | 4                   | 7.0160 04 55(8)     | ESTABLE                      | 3/2-          | [0.9241(4)]                                         | 0.92275-0.92786                          |
| 8Li               | 3                   | 5                   | 8.022 487 36(10)    | 840.3(9)ms                   | 2+            |                                                     |                                          |
| ⁹Li               | 3                   | 6                   | 9.026 7895(21       | 178.3(4) ms                  | 3/2-          |                                                     |                                          |
| ¹⁰Li              | 3                   | 7                   | 10.035 481(16)      | 2.0(5)x 10-21 [1.2(3) MeV]   | (1-,2-)       |                                                     |                                          |
| 10m1Li            | 200(40) keV         | 200(40) keV         | 200(40) keV         | 3.7 (15)x 10-21s             | 1+            |                                                     |                                          |
| 10 m²Li           | 480(40)keV          | 480(40)keV          | 480(40)keV          | 1.35(24)x 10-21s             | 2+            |                                                     |                                          |
| 11Li              | 3                   | 8                   | 11.043 798 (21)     | 8.75(14) ms                  | 3/2-          |                                                     |                                          |
| 12Li              | 3                   | 9                   | 12.053 78(107)#     | <10 ns                       |               |                                                     |                                          |